# پلسور
پلسور شاخه راست رود راین است. این رود طویل از کشور سوئیس می‌گذرد.